# حسین‌خان معین‌الرعایا

حسین‌خان معینی ملقب به معاون‌الملک از شخصیت‌های تاریخی کرمانشاه در دورۀ قاجار است. او بنیانگذار تکیه معاون‌الملک در سال ۱۳۲۰ هجری قمری در کرمانشاه است.